# ISO/CEI 9126

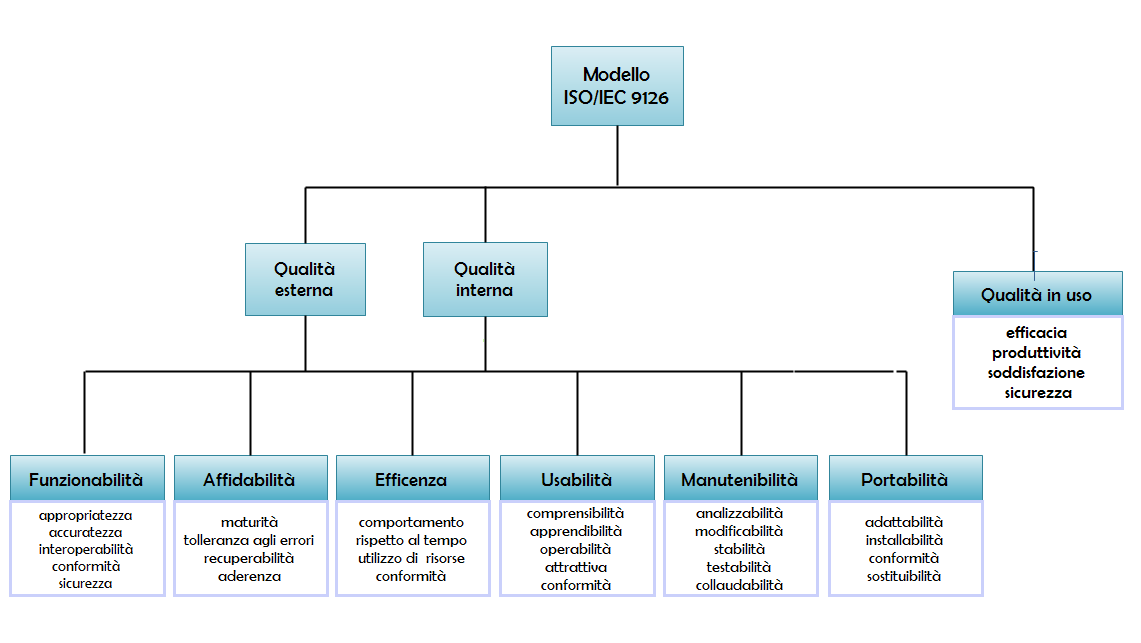
Représentation du modèle ISO-IEC 9126.

La norme ISO/CEI 9126 définissait un langage commun pour modéliser les qualités d'un logiciel. Le langage de description utilise des termes tels que facteurs qualité, caractéristiques, sous-caractéristiques et métriques pour classer de façon arborescente et structurée, sur la base de définitions standardisées, un vocable de plusieurs dizaines de propriétés en « ité » (portabilité, maintenabilité, fiabilité…).  Elle est remplacée depuis 2011 par la norme ISO 25010 de la série de normes ISO 250xx, également appelée SQuaRE (pour software quality requirements and evaluation en anglais, c'est-à-dire exigences et évaluation de la qualité du logiciel).   

## Modèle de qualité
- Capacité fonctionnelle : est-ce que le logiciel répond aux besoins fonctionnels exprimés ?
  - Pertinence
  - Exactitude
  - Interopérabilité
  - Sécurité
  - Conformité
- Fiabilité : est-ce que le logiciel maintient son niveau de service dans des conditions précises et pendant une période déterminée ?
  - Maturité (faible fréquence d'apparition des incidents)
  - Tolérance aux pannes
  - Facilité de récupération : capacité d'un logiciel défectueux à retourner dans un état opérationnel complet (données et connexions réseaux incluses)
- Utilisabilité : est-ce que le logiciel requiert peu d’effort à l’utilisation ?
  - Facilité de compréhension
  - Facilité d'apprentissage
  - Facilité d'exploitation
- Rendement et efficacité : est-ce que le logiciel requiert un dimensionnement rentable et proportionné de la plate-forme d’hébergement en regard des autres exigences ?
  - Comportement temporel : temps de réponse, taux de transactions
  - Utilisation des ressources : mémoire, processeur, disque et réseau
- Maintenabilité : est-ce que le logiciel requiert peu d’effort à son évolution par rapport aux nouveaux besoins ?
  - Facilité d'analyse : identification dans le logiciel de l'origine d'un défaut constaté
  - Facilité de modification
  - Stabilité
  - Testabilité
- Portabilité : est-ce que le logiciel peut être transféré d’une plate-forme ou d’un environnement à un autre ?
  - Facilité d'adaptation à des changements de spécifications ou d'environnements opérationnels
  - Facilité d'installation
  - Coexistence
  - Interchangeabilité : utilisation de greffons

Ces six caractéristiques sont elles-mêmes découpées en sous-caractéristiques de qualité (27 sous-caractéristiques dans la version la plus récente de la norme). Le contenu de la norme ISO/CEI 9126 est repris, avec des enrichissements, par la série de normes ISO 250xx, également appelée SQuaRE (pour software quality requirements and evaluation, exigences et évaluation de la qualité du logiciel). 